# Neal Scanlan
Neal Scanlan é um especialista em efeitos visuais e maquiador estadunidense. Venceu o Oscar de melhores efeitos visuais na edição de 1996 por Babe, ao lado de Scott E. Anderson, Charles Gibson e John Cox.